# Sankt Michael im Burgenland
Sankt Michael im Burgenland est une commune autrichienne du district de Güssing dans le Burgenland.